# Partecipanti alla Vuelta a España 2014
Elenco dei partecipanti alla Vuelta a España 2014.
Alla competizione prendono parte 22 squadre, ciascuna di esse composta da 9 corridori, per un totale di 198 ciclisti. Tagliarono il traguardo di Santiago di Compostela 159 corridori.

## Corridori per squadra
Nota: R ritirato, NP non partito, FT fuori tempo, SQ squalificato
| Lampre-Merida           | Lampre-Merida           | Lampre-Merida           | AG2R La Mondiale           | AG2R La Mondiale           | AG2R La Mondiale           | Astana Pro Team        | Astana Pro Team          | Astana Pro Team        |
| ----------------------- | ----------------------- | ----------------------- | -------------------------- | -------------------------- | -------------------------- | ---------------------- | ------------------------ | ---------------------- |
| 1                       | Valerio Conti           | 112º                    | 11                         | Hubert Dupont              | 54º                        | 21                     | Fabio Aru                | 5º                     |
| 2                       | Winner Anacona          | 27º                     | 12                         | Carlos Alberto Betancur    | 158º                       | 22                     | Daniil Fominych          | R 20ª                  |
| 3                       | Damiano Cunego          | 76º                     | 13                         | Maxime Bouet               | R 11ª                      | 23                     | Andrea Guardini          | 159º                   |
| 4                       | Elia Favilli            | 109º                    | 14                         | Damien Gaudin              | 132º                       | 24                     | Jacopo Guarnieri         | 150º                   |
| 5                       | Roberto Ferrari         | 145º                    | 15                         | Patrick Gretsch            | 126º                       | 25                     | Tanel Kangert            | R 17ª                  |
| 6                       | Przemysław Niemiec      | 26º                     | 16                         | Jaŭhen Hutarovič           | 134º                       | 26                     | Mikel Landa              | 28º                    |
| 7                       | Filippo Pozzato         | R 20ª                   | 17                         | Lloyd Mondory              | R 15ª                      | 27                     | Aleksej Lucenko          | 100º                   |
| 8                       | Maximiliano Richeze     | 138º                    | 18                         | Rinaldo Nocentini          | 96º                        | 28                     | Paolo Tiralongo          | 33º                    |
| 9                       | José Serpa              | 93º                     | 19                         | Sébastien Turgot           | 154º                       | 29                     | Andrej Zejc              | 50º                    |
| Belkin Pro Cycling Team | Belkin Pro Cycling Team | Belkin Pro Cycling Team | BMC Racing Team            | BMC Racing Team            | BMC Racing Team            | Caja Rural-Seguros RGA | Caja Rural-Seguros RGA   | Caja Rural-Seguros RGA |
| 31                      | Wilco Kelderman         | 14º                     | 41                         | Samuel Sánchez             | 6º                         | 51                     | Luis León Sánchez        | 56º                    |
| 32                      | Stef Clement            | 69º                     | 42                         | Rohan Dennis               | 84º                        | 52                     | Javier Aramendia         | 98º                    |
| 33                      | Laurens Ten Dam         | 44º                     | 43                         | Cadel Evans                | 52º                        | 53                     | David Arroyo             | 20º                    |
| 34                      | Robert Gesink           | R 18ª                   | 44                         | Philippe Gilbert           | 45º                        | 54                     | Peio Bilbao              | 60º                    |
| 35                      | Moreno Hofland          | R 9ª                    | 45                         | Steve Morabito             | R 11ª                      | 55                     | Karol Domagalski         | 124º                   |
| 36                      | Paul Martens            | 58º                     | 46                         | Dominik Nerz               | 18º                        | 56                     | Francesco Lasca          | 156º                   |
| 37                      | Martijn Keizer          | 80º                     | 47                         | Manuel Quinziato           | 68º                        | 57                     | Luis Mas Bonet           | 121º                   |
| 38                      | Maarten Tjallingii      | 137º                    | 48                         | Lawrence Warbasse          | 74º                        | 58                     | Antonio Piedra           | 99º                    |
| 39                      | Robert Wagner           | 151º                    | 49                         | Danilo Wyss                | 36º                        | 59                     | Amets Txurruka           | 48º                    |
| Cannondale Pro Cycling  | Cannondale Pro Cycling  | Cannondale Pro Cycling  | Cofidis, Solutions Crédits | Cofidis, Solutions Crédits | Cofidis, Solutions Crédits | Team Europcar          | Team Europcar            | Team Europcar          |
| 61                      | Peter Sagan             | R 14ª                   | 71                         | Daniel Navarro             | 10º                        | 81                     | Romain Sicard            | 13º                    |
| 62                      | George Bennett          | 89º                     | 72                         | Jérôme Coppel              | 31º                        | 82                     | Natnael Berhane          | 148º                   |
| 63                      | Maciej Bodnar           | 122º                    | 73                         | Romain Hardy               | 64º                        | 83                     | Jérôme Cousin            | 78º                    |
| 64                      | Guillaume Boivin        | 149º                    | 74                         | Gert Jõeäär                | 152º                       | 84                     | Dan Craven               | 140º                   |
| 65                      | Damiano Caruso          | 9º                      | 75                         | Christophe Le Mével        | 22º                        | 85                     | Jimmy Engoulvent         | 157º                   |
| 66                      | Alessandro De Marchi    | 67º                     | 76                         | Guillaume Levarlet         | 49º                        | 86                     | Vincent Jérôme           | 91º                    |
| 67                      | Oscar Gatto             | R 16ª                   | 77                         | Luis Ángel Maté            | 19º                        | 87                     | Yannick Martinez         | 81º                    |
| 68                      | Matthias Krizek         | 125º                    | 78                         | Yoann Bagot                | 119º                       | 88                     | Maxime Mederel           | 35º                    |
| 69                      | Paolo Longo Borghini    | 101º                    | 79                         | Romain Zingle              | 83                         | 89                     | Bryan Nauleau            | R 7ª                   |
| FDJ.fr                  | FDJ.fr                  | FDJ.fr                  | Garmin-Sharp               | Garmin-Sharp               | Garmin-Sharp               | Team Giant-Shimano     | Team Giant-Shimano       | Team Giant-Shimano     |
| 91                      | Nacer Bouhanni          | R 14ª                   | 101                        | Ryder Hesjedal             | 24º                        | 111                    | Warren Barguil           | 8º                     |
| 92                      | Kenny Elissonde         | R 13ª                   | 102                        | Daniel Martin              | 7º                         | 112                    | Nikias Arndt             | 102º                   |
| 93                      | Murilo Fischer          | R 13ª                   | 103                        | Koldo Fernández            | 86º                        | 113                    | Lawson Craddock          | R 14ª                  |
| 94                      | Johan Le Bon            | 79º                     | 104                        | Nathan Haas                | 143º                       | 114                    | Koen de Kort             | R 18ª                  |
| 95                      | Laurent Mangel          | 153º                    | 105                        | Nathan Brown               | 85º                        | 115                    | John Degenkolb           | 116º                   |
| 96                      | Cédric Pineau           | 77º                     | 106                        | André Cardoso              | 25º                        | 116                    | Johannes Fröhlinger      | 97º                    |
| 97                      | Thibaut Pinot           | R 11ª                   | 107                        | David Millar               | 144º                       | 117                    | Chad Haga                | 73º                    |
| 98                      | Anthony Roux            | R 15ª                   | 108                        | Andrew Talansky            | 51º                        | 118                    | Tobias Ludvigsson        | 62º                    |
| 99                      | Geoffrey Soupe          | 94º                     | 109                        | Johan Vansummeren          | 118º                       | 119                    | Ramon Sinkeldam          | 136º                   |
| IAM Cycling             | IAM Cycling             | IAM Cycling             | Team Katusha               | Team Katusha               | Team Katusha               | Lotto-Belisol          | Lotto-Belisol            | Lotto-Belisol          |
| 121                     | Marcel Aregger          | 117º                    | 131                        | Joaquim Rodríguez          | 4º                         | 141                    | Jurgen Van Den Broeck    | R 13ª                  |
| 122                     | Jonathan Fumeaux        | 142º                    | 132                        | Giampaolo Caruso           | 15º                        | 142                    | Sander Armée             | 103º                   |
| 123                     | Sébastien Hinault       | 106º                    | 133                        | Sergej Černeckij           | 113º                       | 143                    | Vegard Breen             | 129º                   |
| 124                     | Dominic Klemme          | R 14ª                   | 134                        | Aleksandr Kolobnev         | 40º                        | 144                    | Bart De Clercq           | 34º                    |
| 125                     | Pirmin Lang             | 146º                    | 135                        | Dmitrij Kozončuk           | 95º                        | 145                    | Jens Debusschere         | 107º                   |
| 126                     | Matteo Pelucchi         | R 15ª                   | 136                        | Alberto Losada             | 42º                        | 146                    | Adam Hansen              | 53º                    |
| 127                     | Vicente Reynés          | 61º                     | 137                        | Daniel Moreno              | 11º                        | 147                    | Greg Henderson           | 133º                   |
| 128                     | Aleksejs Saramotins     | R 7ª                    | 138                        | Jurij Trofimov             | 72º                        | 148                    | Pim Ligthart             | 127º                   |
| 129                     | Johann Tschopp          | NP 14ª                  | 139                        | Ėduard Vorganov            | 46º                        | 149                    | Maxime Monfort           | 16º                    |
| Movistar Team           | Movistar Team           | Movistar Team           | MTN-Qhubeka                | MTN-Qhubeka                | MTN-Qhubeka                | Omega Pharma-Quickstep | Omega Pharma-Quickstep   | Omega Pharma-Quickstep |
| 151                     | Alejandro Valverde      | 3º                      | 161                        | Sergio Pardilla            | 17º                        | 171                    | Tom Boonen               | NP 18ª                 |
| 152                     | Andrey Amador           | 30º                     | 162                        | Gerald Ciolek              | 139º                       | 172                    | Gianluca Brambilla       | SQ 16ª                 |
| 153                     | Jonathan Castroviejo    | 65º                     | 163                        | Merhawi Kudus              | 92º                        | 173                    | Nikolas Maes             | 111º                   |
| 154                     | Imanol Erviti           | 63º                     | 164                        | Louis Meintjes             | 55º                        | 174                    | Tony Martin              | R 15ª                  |
| 155                     | Jesús Herrada           | 32º                     | 165                        | Kristian Sbaragli          | 104º                       | 175                    | Wout Poels               | 38º                    |
| 156                     | Gorka Izagirre          | 37º                     | 166                        | Daniel Teklehaimanot       | 47º                        | 176                    | Pieter Serry             | NP 20ª                 |
| 157                     | Adriano Malori          | 114º                    | 167                        | Jay Robert Thomson         | 155º                       | 177                    | Rigoberto Urán           | NP 17ª                 |
| 158                     | Javier Moreno           | 90º                     | 168                        | Jacobus Venter             | 123º                       | 178                    | Martin Velits            | 130º                   |
| 159                     | Nairo Quintana          | R 11ª                   | 169                        | Jacques Janse van Rensburg | 59º                        | 179                    | Carlos Verona            | 66º                    |
| Orica-GreenEDGE         | Orica-GreenEDGE         | Orica-GreenEDGE         | Team Sky                   | Team Sky                   | Team Sky                   | Tinkoff-Saxo           | Tinkoff-Saxo             | Tinkoff-Saxo           |
| 181                     | Sam Bewley              | 135º                    | 191                        | Chris Froome               | 2º                         | 201                    | Alberto Contador         | 1º                     |
| 182                     | Esteban Chaves          | 41º                     | 192                        | Dario Cataldo              | R 20ª                      | 202                    | Michael Valgren Andersen | 128ª                   |
| 183                     | Simon Clarke            | 70º                     | 193                        | Philippe Deignan           | 39º                        | 203                    | Daniele Bennati          | 108º                   |
| 184                     | Mitchell Docker         | 147º                    | 194                        | Peter Kennaugh             | 71º                        | 204                    | Jesús Hernández          | 21º                    |
| 185                     | Brett Lancaster         | R 13ª                   | 195                        | Vasil' Kiryenka            | 110º                       | 205                    | Sérgio Paulinho          | 57º                    |
| 186                     | Michael Matthews        | 75º                     | 196                        | Christian Knees            | NP 17ª                     | 206                    | Ivan Rovnyj              | SQ 16ª                 |
| 187                     | Christian Meier         | NP 18ª                  | 197                        | Mikel Nieve                | 12º                        | 207                    | Nicki Sørensen           | 29º                    |
| 188                     | Ivan Santaromita        | R 7ª                    | 198                        | Luke Rowe                  | 141º                       | 208                    | Matteo Tosatto           | 120º                   |
| 189                     | Adam Yates              | 82º                     | 199                        | Kanstancin Siŭcoŭ          | 43º                        | 209                    | Oliver Zaugg             | 23º                    |
| Trek Factory Racing     |                         |                         |                            |                            |                            |                        |                          |                        |
| 211                     | Fabian Cancellara       | NP 18ª                  |                            |                            |                            |                        |                          |                        |
| 212                     | Julián Arredondo        | R 15ª                   |                            |                            |                            |                        |                          |                        |
| 213                     | Fabio Felline           | 105º                    |                            |                            |                            |                        |                          |                        |
| 214                     | Bob Jungels             | NP 19ª                  |                            |                            |                            |                        |                          |                        |
| 215                     | Jaroslav Popovyč        | 115º                    |                            |                            |                            |                        |                          |                        |
| 216                     | Jesse Sergent           | 131º                    |                            |                            |                            |                        |                          |                        |
| 217                     | Jasper Stuyven          | 88º                     |                            |                            |                            |                        |                          |                        |
| 218                     | Kristof Vandewalle      | 87º                     |                            |                            |                            |                        |                          |                        |
| 219                     | Haimar Zubeldia         | NP 17ª                  |                            |                            |                            |                        |                          |                        |

## Corridori per nazionalità
| Numero ciclisti | Nazione                                                                                            |
| --------------- | -------------------------------------------------------------------------------------------------- |
| 28              | Spagna                                                                                             |
| 27              | Francia                                                                                            |
| 26              | Italia                                                                                             |
| 13              | Belgio                                                                                             |
| 11              | Paesi Bassi, Germania                                                                              |
| 9               | Australia                                                                                          |
| 8               | Svizzera                                                                                           |
| 7               | Colombia                                                                                           |
| 6               | Russia                                                                                             |
| 5               | Regno Unito, Stati Uniti                                                                           |
| 4               | Nuova Zelanda, Sudafrica                                                                           |
| 3               | Eritrea, Kazakistan, Polonia, Bielorussia                                                          |
| 2               | Canada, Danimarca, Estonia, Irlanda, Portogallo, Slovacchia                                        |
| 1               | Argentina, Brasile, Costa Rica, Lettonia, Lussemburgo, Namibia, Norvegia, Ucraina, Austria, Svezia |